# Jim Meskimen
James Ross Meskimen, detto Jim (Santa Monica, 10 settembre 1959), è un attore e doppiatore statunitense.

## Biografia
Nato in California, è figlio dell'attrice Marion Ross e del suo primo marito Freeman Meskimen.
Meskimen ha interpretato il padre dei personaggi di Mary-Kate Olsen e Ashley Olsen nel film Due gemelle in Australia (2000). Ha interpretato l'agente Wholihan ne Il Grinch (2000).
Ha doppiato Thom Cat, Neighbor John e Stumpy nel cortometraggio di Thom Cat in Random! Cartoons. Meskimen ha fornito la voce del Genio nel franchise di Aladdin iniziato con Disney Think Fast nel 2008. Nel 2012 ha doppiato diversi personaggi del videogioco LEGO Il Signore degli Anelli. Inoltre è la voce di George W. Bush e di altri politici per i cortometraggi animati di JibJab. Sempre nel 2012 dà voce e motion capture a David Petraeus in Call of Duty: Black Ops II.
È stato un concorrente dell'ottava stagione di America's Got Talent (2013). Ha anche girato varie città degli Stati Uniti esibendosi in un one-man act, intitolato Jimpressions, di imitazioni di celebrità e personaggi originali.

## Filmografia

### Cinema
- Apollo 13, regia di Ron Howard (1995)
- Gordy, regia di Mark Lewis (1995)
- Una promessa è una promessa (Jingle All the Way), regia di Brian Levant (1996)
- Il Grinch (Dr. Seuss' How the Grinch Stole Christmas), regia di Ron Howard (2000)
- Battaglia per la Terra (Battlefield Earth), regia di Roger Christian (2000)
- Due gemelle in Australia (Our Lips are Sealed), regia di Craig Shapiro (2000)
- The Punisher, regia di Jonathan Hensleigh (2004)
- Not Forgotten, regia di Dror Soref (2009)

### Televisione
- Willy, il principe di Bel-Air (The Fresh Prince of Bel-Air) – serie TV, 4 episodi (1993-1996)
- Una famiglia del terzo tipo (3rd Rock from the Sun) – serie TV, episodio 2x04 (1996)
- Friends – serie TV, episodio 10x02 (2003)
- Malcolm (Malcolm in the Middle) – serie TV (2000-2006)
- Even Stevens – serie TV, un episodio (2000-2003)
- Cold Case - Delitti irrisolti (Cold Case) – serie TV, episodio 1x19 (2004)
- Castle – serie TV, episodio 3x19 (2011)
- Kickin' It - A colpi di karate (Kickin' it) – serie TV, episodio 2x09 (2012)
- Hot in Cleveland – serie TV, un episodio (2012)
- Anger Management – serie TV (2012)
- Community – serie TV, episodio 3x11(2012)
- NCIS - Unità anticrimine (NCIS) – serie TV, episodio 16x01 (2018)
- The Good Place – serie TV, un episodio (2018)
- Brooklyn Nine-Nine – serie TV, 2 episodi (2021)
- Il premio del destino (The Big Door Prize) – serie TV, 4 episodi (2023)

## Doppiatori italiani
Nelle versioni in italiano delle opere in cui ha recitato, Jim Meskimen è stato doppiato da:
- Mauro Magliozzi in Una promessa è una promessa, Young Sheldon
- Ambrogio Colombo in Not Forgotten, S.W.A.T.
- Luciano Roffi in Willy, il principe di Bel-Air (ep. 4x03)
- Nino D'Agata in Due gemelle in Australia
- Fabrizio Temperini in Due uomini e mezzo
- Federico Danti in Victorious
- Sergio Di Giulio in Cold Case - Delitti irrisolti
- Massimo Bitossi in Criminal Minds
- Domenico Brioschi in Kickin' It - A colpi di karate
- Gerolamo Alchieri in Lie to Me
- Sergio Lucchetti in NCIS - Unità anticrimine
- Silvio Anselmo in La fantastica signora Maisel
- Paolo Maria Scalondro in FBI: Most Wanted
- Antonio Sanna in Hunters
- Manfredi Aliquò ne Il premio del destino

Da doppiatore è stato sostituito da:
- Teo Bellia ne I Griffin